# Servian
Servian – miejscowość i gmina we Francji, w regionie Oksytania, w departamencie Hérault.
Według danych na rok 1990 gminę zamieszkiwało 3056 osób, a gęstość zaludnienia wynosiła 75 osób/km² (wśród 1545 gmin Langwedocji-Roussillon Servian plasuje się na 126. miejscu pod względem liczby ludności, natomiast pod względem powierzchni na miejscu 94.).

## Galeria

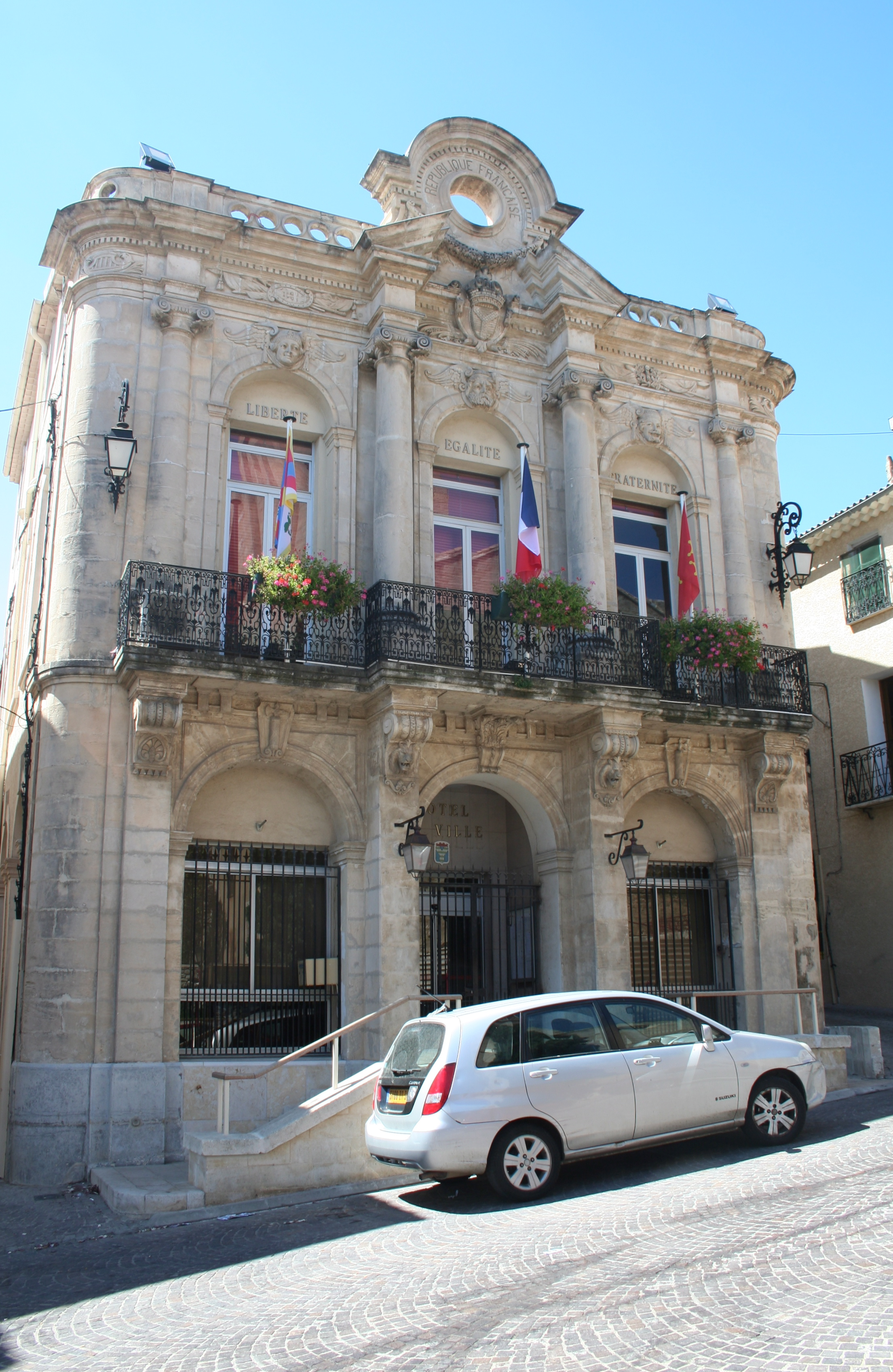
Ratusz w Servian, 2008
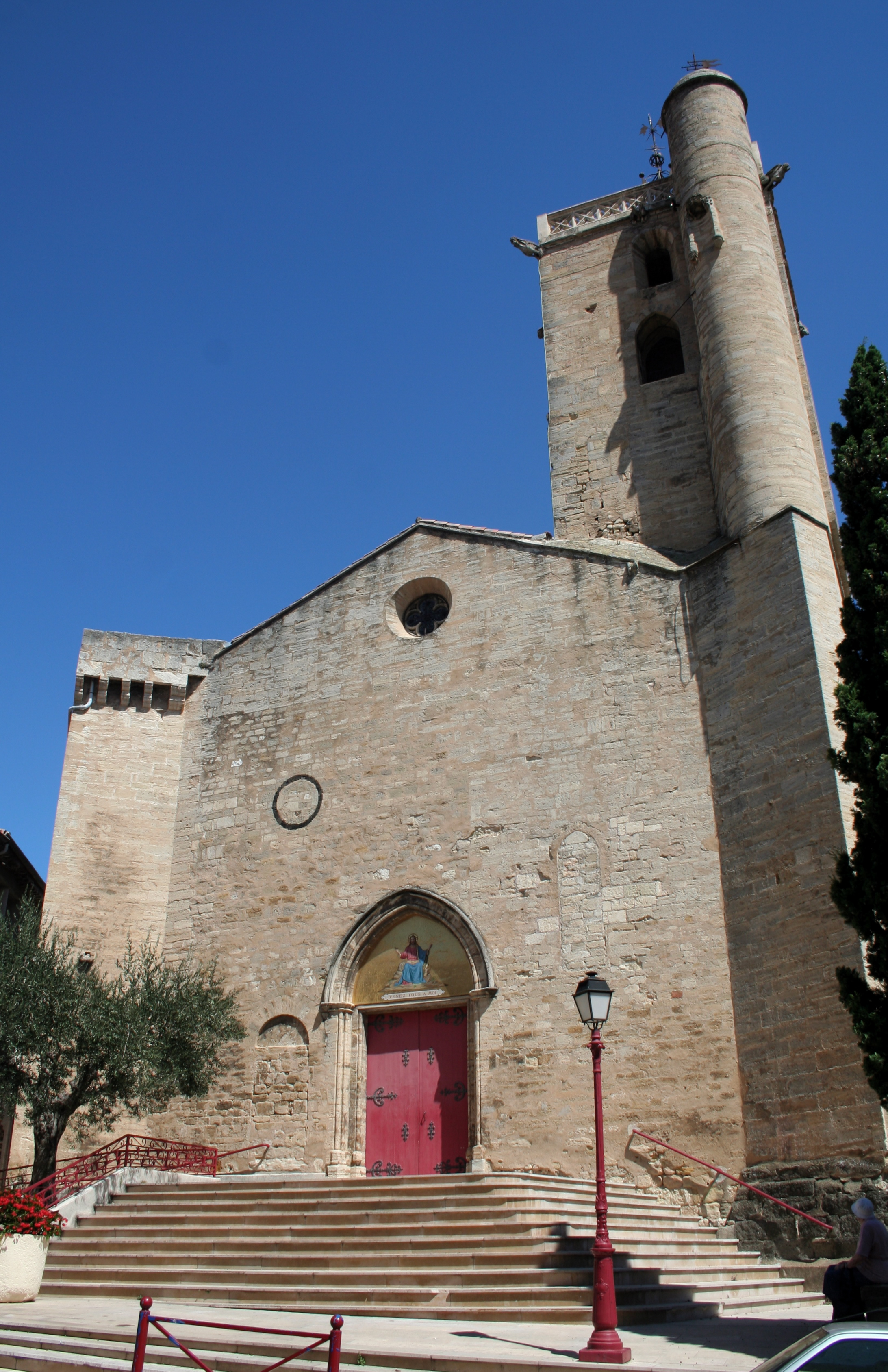
Kościół w Servian, 2008
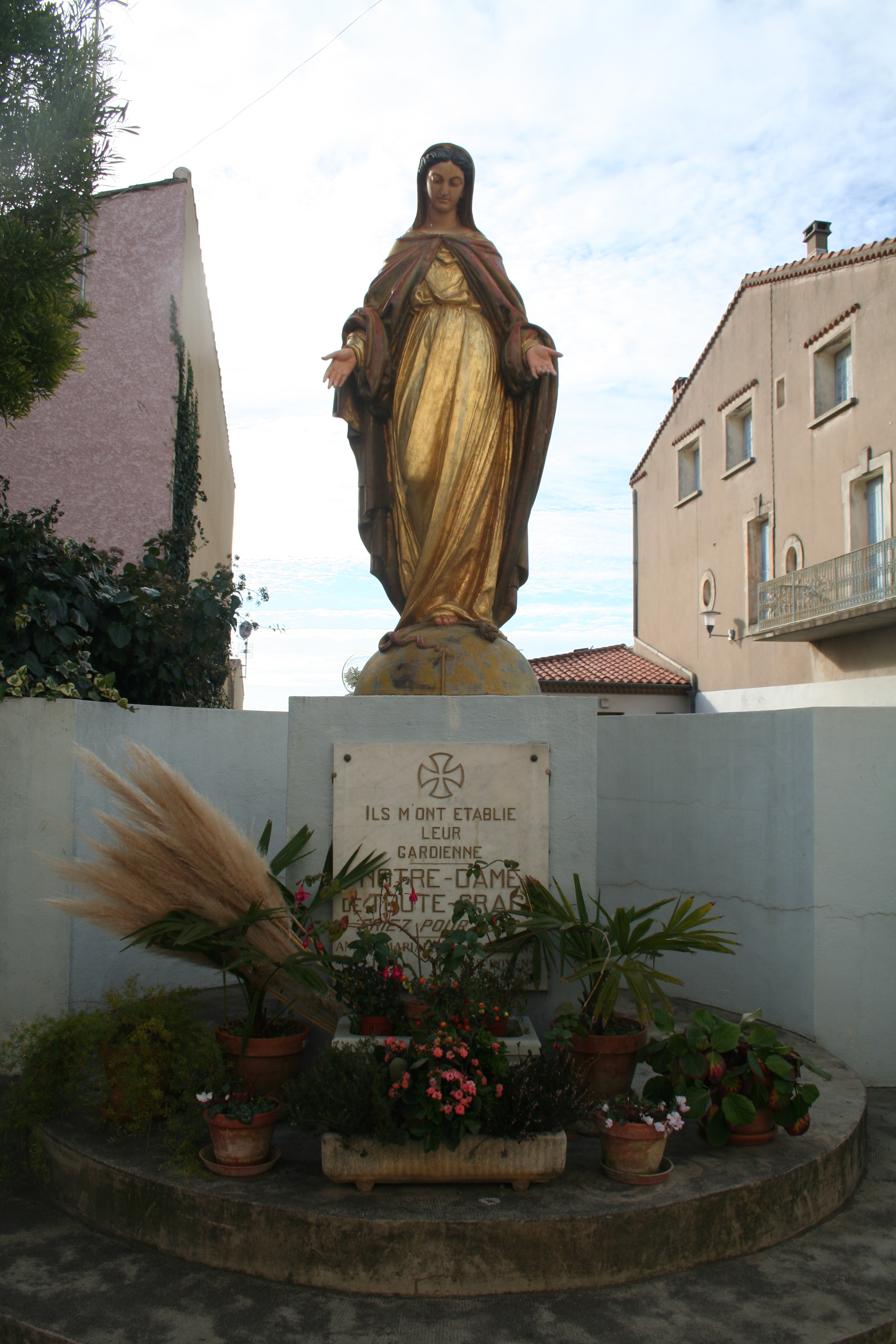
Figura Matki Bożej w Servian, 2008

## Populacja

Populacja Servian w latach 1962-2008